# Virgilio Bellone
Virgilio Bellone SDB (* 6. Dezember 1907 in Costigliole d’Asti; † 25. März 1981 in Turin) war ein italienischer Ordenspriester und Musiker.

## Leben
Sein Vater war Angelo Bellone, dessen Namen die Staatlichen Scuola Media von Costigliole d’Asti trägt. Er erhielt eine humanistische, theologische und musikalische Ausbildung in Valdocco. Er ging 1923 ins Noviziat nach Foglizzo und legte 1924 die Gelübde ab. Nach Aufenthalten in Pinerolo, Chieri, Valsalice und Cuneo, kehrte er nach seiner Priesterweihe 1933 nach Valdocco zurück. Dort besuchte er das Turiner Konservatorium.
Von 1950 bis 1953 ging er nach Belgien. Dort wurden einige seiner Kompositionen im BRF gesendet.
1954 wurde er dann Dozent für Chorkomposition und Übungen am Konservatorium „Giuseppe Verdi“ in Turin. Ebenfalls von 1954 an – bis zu seinem Tod 1981 war er Direktor der Accademia Stefano Tempia. 
1968 wurde er verantwortlich für die Leitung der musikpädagogischen Kurse der Stadt Turin.
Er gilt als eine der größten Persönlichkeiten der Turiner Musikwelt und erhielt für seine Leistungen den Titel Großoffizier des Verdienstordens der Republik Italien, außerdem den Verdienstdiplom der Scuola della Cultura e dell’Arte und die Goldmedaille für Öffentliche Bildung. 
Er war Mitglied der Marianischen Akademie der Salesianer, der Accademia Tiburtina in Rom und der Turiner Diözesankommission für sakrale Musik. Er gehörte zu den Herausgebergremien zahlreicher nationaler und internationaler Musikverlage.

## Wirkung
Nach ihm wurde das Studienzentrum „Virgilio Bellone“ di Bussoleno benannt.

## Schriften
- zahlreiche Eigenkompositionen (unter anderem Messen, Motetten)
- L’armonioso linguaggio della musica: elementi di musica e canto corale per gli Istituti e Scuole mag., Istituti di educazione e Corsi di orientamento musicali, 1959
- La Mignona. Contro l’abuso feudale del jus primae noctis in Valle di Susa, 1976
- Mayno della Spinetta. Romanzo storico popolare, 1977
- Appunti di pedagogia e didattica musicale ispirati al metodo Willems. Guida per insegnanti di scuole materne, elementari e medie, 1980